# Протостегіди
Протостегіди (Protostegidae) — родина вимерлих морських черепах, які жили в мезозойську еру. Родина охоплює найбільших морських черепах, які коли-небудь існували. Найбільша, архелон, був 4,6 м завдовжки й вагою 2,2 т. Як і більшість морських черепах, вони мали плоскі тіла і ласти на передніх кінцівках.

## Поведінка
Хоча всі члени родини є вимерлими, палеоекологічні дослідження представників родини дали деяке уявлення екологічної ролі протостегід. Аналіз скам'янілих органів деяких протостегід виявив шлунки, що містять скам'янілих молюсків. На черепах, своєю чергою, полювали великі хижаки того часу. Два зразки Protostega були виявлені зі слідами від зубів великих акул (вимерла акула Cretoxyrhina mantelli).

## Еволюційна історія
Найстарішим представником родини є Santanachelys gaffneyi, що відомий зі зразка, знайденого в Бразилії у 1998 році. Цей вид з'явився в ранній крейді. У ранньої морської черепахи Santanachelys було кілька неспеціалізованих характеристик, таких як розділені ластоподібні кінцівки. Пізніше ласти повністю зливаються для більш ефективного плавання. Як і більшість великих форм мезозойської фауни, Протостегіди вимерли під час крейдян-палеогенового вимирання, яке призвело до вимирання динозаврів.